# Alcocero de Mola
Alcocero de Mola és un municipi de la província de Burgos a la comunitat autònoma de Castella i Lleó. Forma part de la comarca de La Bureba.

## Demografia
| 1991 | 1996 | 2001 | 2004 |
| ---- | ---- | ---- | ---- |
| 62   | 63   | 50   | 53   |

## Història
En aquesta localitat burgalesa és on es va estavellar l'avió que transportava al General Mola, morint tots els ocupants de l'aparell. En record d'aquest fet es va posar l'actual nom al poble, que anteriorment es deia només Alcocero. En el lloc aproximat de l'accident, l'exèrcit va construir un monòlit d'uns 20 metres d'altura amb una escala en el seu interior per a pujar a la part alta, i pot ser albirat des de diversos punts de la comarca.